# Vigasio
Vigasio – miejscowość i gmina we Włoszech, w regionie Wenecja Euganejska, w prowincji Werona.
Według danych na rok 2004 gminę zamieszkiwało 6736 osób, 224,5 os./km².